# Rezerwat „Czarne Ziemie”
Rezerwat „Czarne Ziemie” (ros. Государственный природный заповедник «Черные земли») – ścisły rezerwat przyrody (zapowiednik) w Kałmucji w Rosji. Znajduje się w rejonach: czernoziemielskim, jaszałtińskim i jaszkulskim. Jego obszar wynosi 1219,01 km², a strefa ochronna 911,7 km². Rezerwat został utworzony dekretem rządu Rosyjskiej Federacyjnej Socjalistycznej Republiki Radzieckiej z dnia 11 czerwca 1990 roku. W latach 1993–2021 rezerwat biosfery UNESCO. W 1994 roku jego część ornitologiczna została wpisana na listę konwencji ramsarskiej. Dyrekcja rezerwatu znajduje się w miejscowości Komsomolskij.

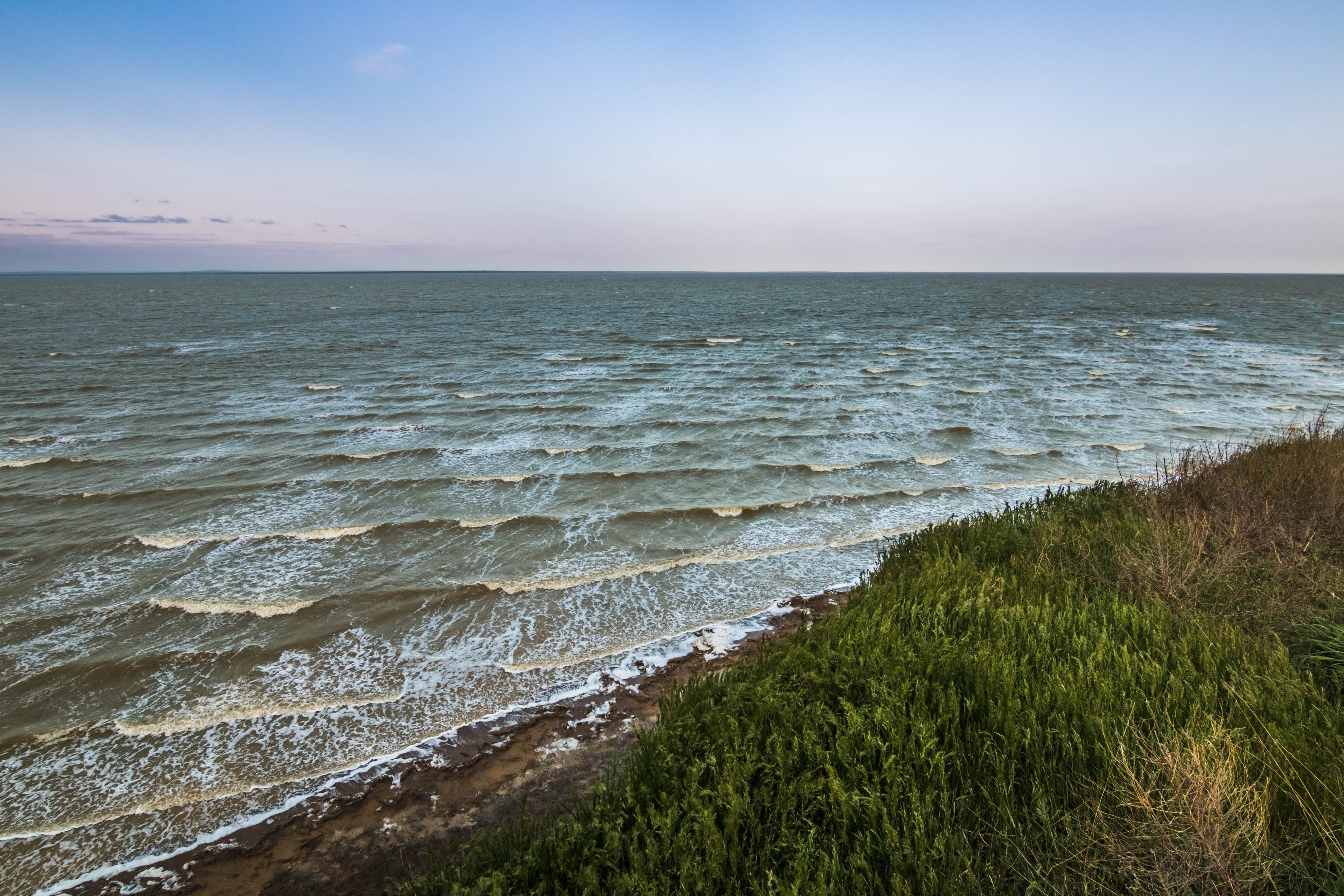
Jezioro Manycz-Gudiło

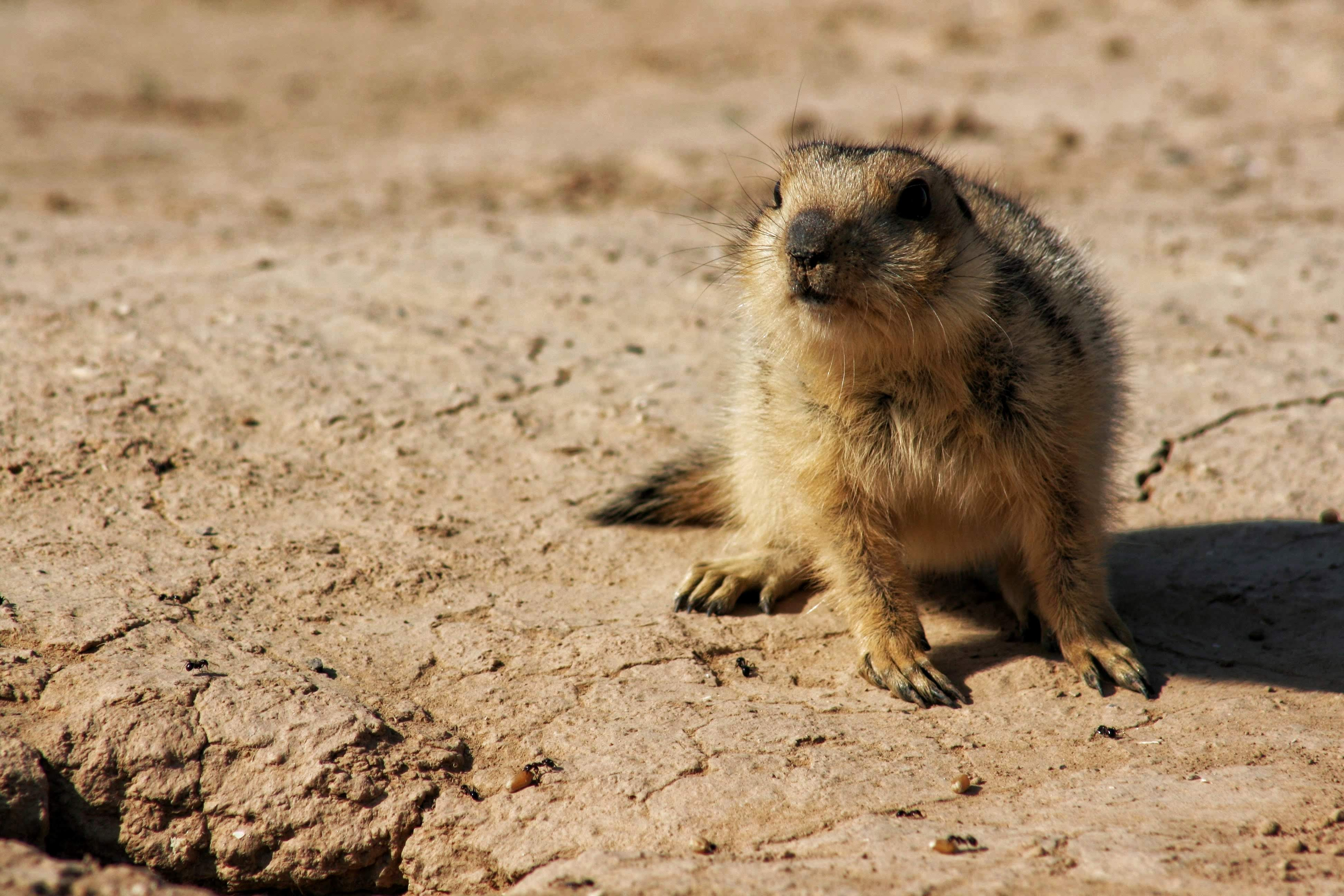
Świstak stepowy

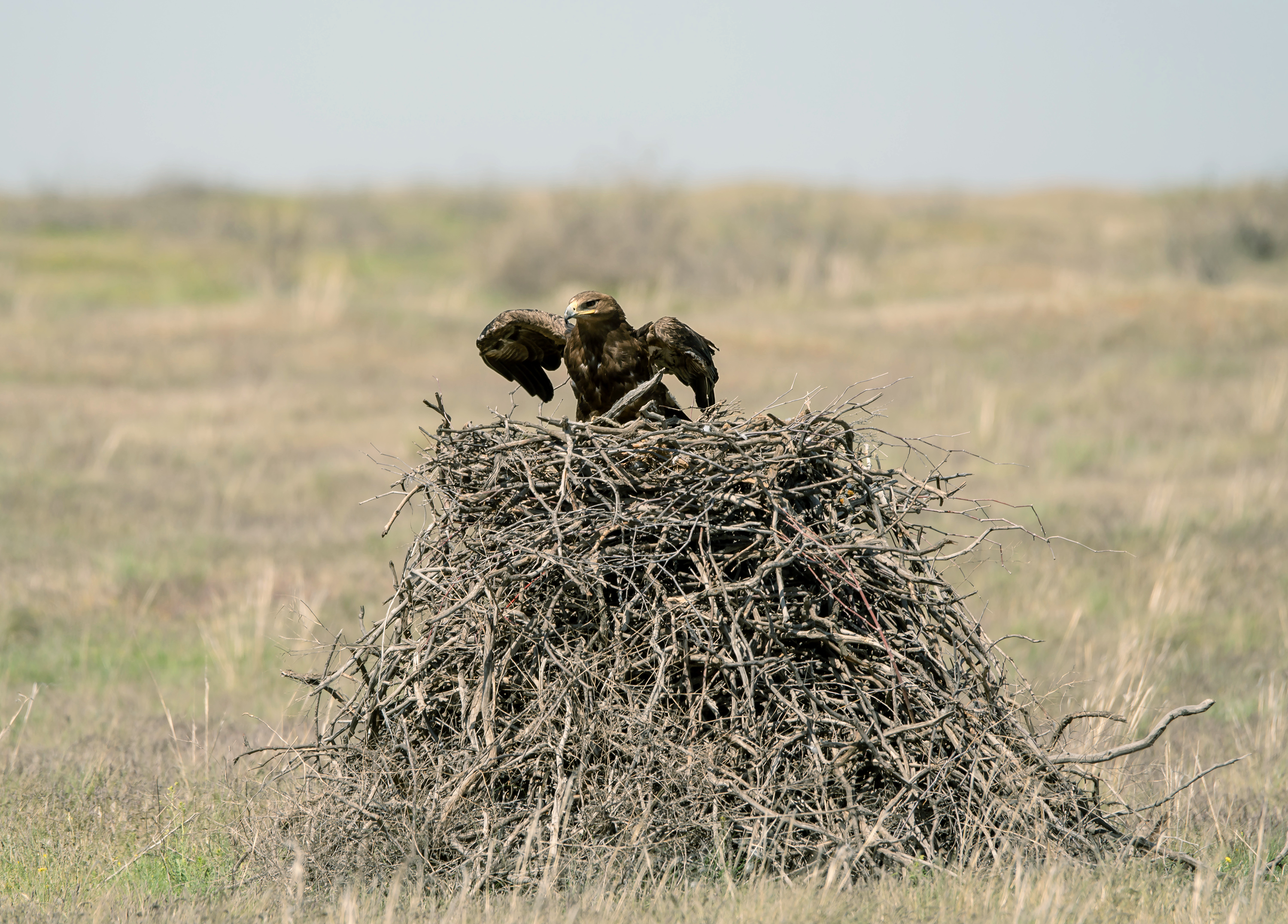
Kurhannik

## Opis
Rezerwat składa się z dwóch części:
Część stepowa (943 km²). Step przechodzący w półpustynię i pustynię położony w północno-zachodniej części Niziny Nadkaspijskiej między dolnym biegiem rzek Kuma i Wołga. Jest to lekko pofałdowana równina położona poniżej poziomu morza. 
Część ornitologiczna (276 km²). Słone jezioro Manycz-Gudiło wraz z wyspami położone w Obniżeniu Kumsko-Manyckim.
Klimat jest kontynentalny. Lata są gorące i suche, zimy zwykle bezśnieżne. Średnia temperatura w styczniu wynosi -6,5 ºС, w lipcu +24,5 °C. Minimalna temperatura w styczniu to -35 ºС, maksymalna temperatura w lipcu to +42 ºС.

## Flora
Flora rezerwatu reprezentowana jest przez gatunki stepowe i pustynne. Jest to m.in.: ostnica włosowata, ostnica powabna, bylica z gatunku Artemisia lerchiana, Kochia prostrata, turzyca ciemnokłosa, turzyca wczesna, tulipan wielobarwny, tulipan ogrodowy, tulipan z gatunku Tulipa biebersteiniana, kosaciec niski, kosaciec z gatunku Iris scariosa, Bellevalia sarmatica, ostróżka z gatunku Delphinium puniceum.
Na terenie rezerwatu zarejestrowano 291 gatunków roślin naczyniowych, z czego 159 gatunków w części stepowej, a 239 gatunków na wyspach w części ornitologicznej.

## Fauna
Część stepową rezerwatu utworzono głównie dla ochrony wpisanego do Czerwonej księgi gatunków zagrożonych IUCN, krytycznie zagrożonego wyginięciem, suhaka stepowego (Saiga tatarica tatarica). Żyje ich tu tysiące. Inne zwierzęta występujące w tej części rezerwatu to m.in.: świstak stepowy, lis stepowy, lis rudy, stepojeż uszaty, zając szarak, wilk szary i tchórz stepowy.
Awifaunę rezerwatu reprezentuje 260 gatunków ptaków. 175 gatunków ptaków zarejestrowano w części ornitologicznej, a 135 gatunków w części stepowej. W części ornitologicznej znajdują się lęgowiska i zimowiska wielu rzadkich gatunków ptactwa wodnego jak np.: bernikla rdzawoszyja, łabędź niemy, pelikan różowy, pelikan kędzierzawy, rożeniec zwyczajny, płaskonos zwyczajny. Na stepie spotkać można takie ptaki jak m.in.: drop zwyczajny, strepet, żuraw stepowy, orzeł stepowy, kurhannik.
W całym rezerwacie występują płazy i gady. Jest ich 16 gatunków. Są to m.in.: jaszczurka z gatunku Phrynocephalus guttatus, krągłogłówka uszasta, boa piaskowy, połoz kaspijski, malpolon z gatunku Malpolon monspessulanus, żmija  z gatunku Vipera renardi.